# Aussichtsturm Bannriet
Der Aussichtsturm Bannriet ist ein Beobachtungsturm auf der Grenze der Gemeinden Altstätten und Oberriet im Kanton St. Gallen.

## Situation
Der im Jahre 2003 aus Holz erstellte Turm ist 13 Meter hoch. 75 Treppenstufen führen zur Aussichtsplattform.
In ca. zehn Minuten führt ein Wanderweg von der Wegscheidi zum Aussichtsturm.
Vom Turm aus bietet sich eine Rundumsicht von den Bündner Alpen zu den Liechtensteiner Bergspitzen bis zum Alpstein.

## Galerie

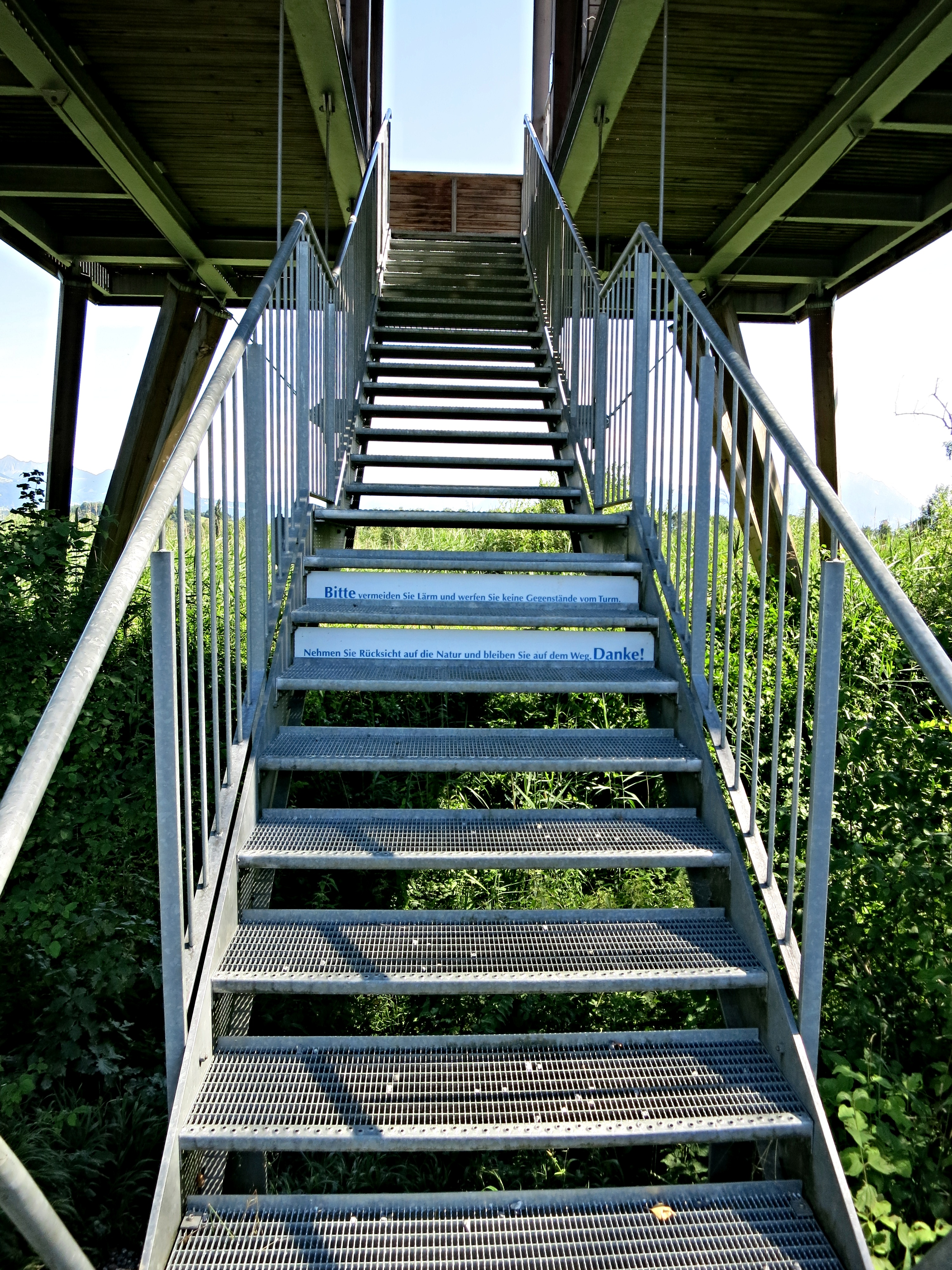
Treppen
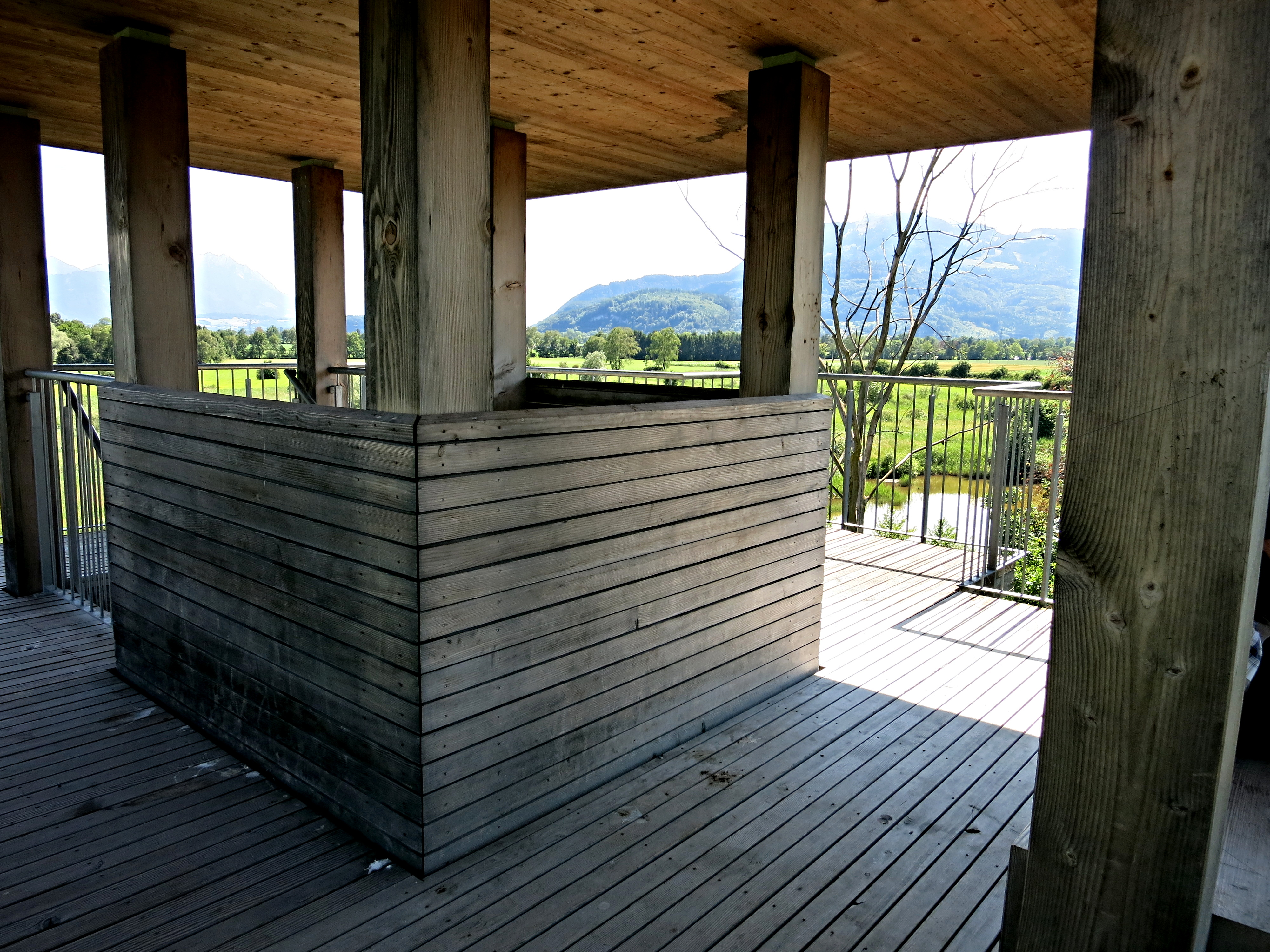
Aussichtsplattform
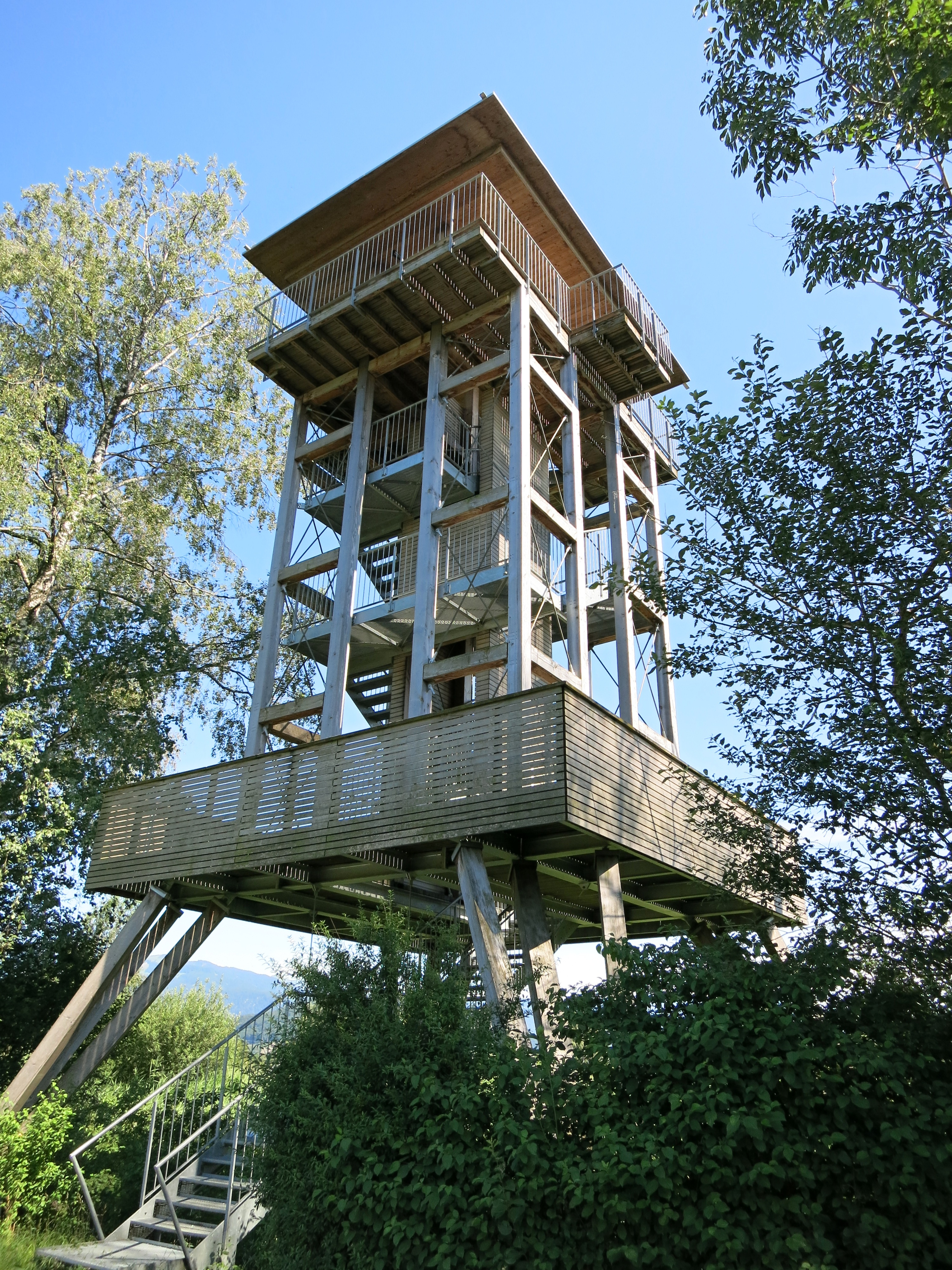
Aussichtsturm